# Nuoto ai Giochi della VIII Olimpiade - 100 metri stile libero femminili
La gara dei 100 metri stile libero femminili dei Giochi di Parigi 1924 si disputò in tre turni il 19 e 20 luglio. Le atlete partecipanti furono 16, provenienti da 7 nazioni.

## Primo turno
Si è disputato il 19 luglio. Le prime due di ogni batteria più il miglior tempo avanzarono alle semifinali.
- Batteria 1

| Pos. | Atleta             | Nazione       | Tempo  | Note |
| ---- | ------------------ | ------------- | ------ | ---- |
| 1    | Mariechen Wehselau | Stati Uniti   | 1'12"2 | Q    |
| 2    | Vera Tanner        | Gran Bretagna | 1'22"4 | Q    |
| 3    | Agnete Olsen       | Danimarca     | 1'23"0 |      |

- Batteria 2

| Pos. | Atleta               | Nazione       | Tempo  | Note |
| ---- | -------------------- | ------------- | ------ | ---- |
| 1    | Ethel Lackie         | Stati Uniti   | 1'12"8 | Q    |
| 2    | Florrie Barker       | Gran Bretagna | 1'20"8 | Q    |
| 3    | Ernestine Lebrun     | Francia       | 1'23"4 |      |
| 4    | Wivan Pettersson     | Svezia        | 1'27"4 |      |
| 5    | Karen Maud Rasmussen | Danimarca     | 1'29"0 |      |

- Batteria 3

| Pos. | Atleta            | Nazione     | Tempo  | Note |
| ---- | ----------------- | ----------- | ------ | ---- |
| 1    | Gertrude Ederle   | Stati Uniti | 1'12"6 | Q    |
| 2    | Mariette Protin   | Francia     | 1'22"2 | Q    |
| 3    | Hedevig Rasmussen | Danimarca   | 1'22"4 |      |
| 4    | Gulli Ewerlund    | Svezia      | 1'23"2 |      |

- Batteria 4

| Pos. | Atleta        | Nazione       | Tempo  | Note |
| ---- | ------------- | ------------- | ------ | ---- |
| 1    | Connie Jeans  | Gran Bretagna | 1'16"0 | Q    |
| 2    | Gwitha Shand  | Nuova Zelanda | 1'21"0 | Q    |
| 3    | Rie Vierdag   | Paesi Bassi   | 1'22"0 | q    |
| 4    | Hjördis Töpel | Svezia        | 1'25"8 |      |

## Semifinali
Si sono disputate il 20 luglio. Le prime due di ogni semifinale più il miglior tempo avanzarono alle semifinali.
- Semifinale 1

| Pos. | Atleta             | Nazione       | Tempo  | Note |
| ---- | ------------------ | ------------- | ------ | ---- |
| 1    | Mariechen Wehselau | Stati Uniti   | 1'15"2 | Q    |
| 2    | Ethel Lackie       | Stati Uniti   | 1'16"0 | Q    |
| 3    | Vera Tanner        | Gran Bretagna | 1'18"6 | q    |
| 4    | Rie Vierdag        | Paesi Bassi   | 1'21"2 |      |
| 5    | Florrie Barker     | Gran Bretagna | 1'21"8 |      |

- Semifinale 2

| Pos. | Atleta          | Nazione       | Tempo  | Note |
| ---- | --------------- | ------------- | ------ | ---- |
| 1    | Gertrude Ederle | Stati Uniti   | 1'15"4 | Q    |
| 2    | Connie Jeans    | Gran Bretagna | 1'16"6 | Q    |
| 3    | Gwitha Shand    | Nuova Zelanda | 1'22"4 |      |
| 4    | Mariette Protin | Francia       | 1'22"8 |      |

## Finale
| Pos.    | Atleta             | Nazione       | Tempo  | Note |
| ------- | ------------------ | ------------- | ------ | ---- |
| Oro     | Ethel Lackie       | Stati Uniti   | 1'12"4 |      |
| Argento | Mariechen Wehselau | Stati Uniti   | 1'12"8 |      |
| Bronzo  | Gertrude Ederle    | Stati Uniti   | 1'14"2 |      |
| 4       | Connie Jeans       | Gran Bretagna | 1'15"4 |      |
| 5       | Vera Tanner        | Gran Bretagna | 1'20"8 |      |